# 전국근
전국근(1946년 11월 16일 ~ )은 대한민국의 성우이다. 1970년 연극배우 첫 데뷔하였고 1972년 MBC 공채 5기 성우로 정식 데뷔하였다.

## 주요 출연작품

### 애니메이션
- 날아라 스타에이스 (MBC)
- 목장의 소녀 캐트리 (MBC)
- 고바리안 (MBC) - 가라다인 황제
- 우주보안관 장고 (MBC)
- 용감한 죠리 (MBC)

### 애니메이션 영화
- 가공스런 미래전쟁 (MBC)
- 머털도사와 108요괴 (MBC)
- 머털도사와 또매 (MBC) - 의원
- 발리어트 (MBC)
- 우주탐사 2100년 (MBC) - 프로키온 / 하무

### 영화
- 갱스 오브 뉴욕 (MBC)
- 미이라 (MBC)
- 이연걸의 영웅 (SBS)
- 스타워즈 에피소드5 (MBC)
- 미스틱 피자 (SBS)
- 이연걸의 영웅 (SBS)
- 빠삐용 (MBC)
- 프라이멀 피어 (MBC)
- 어느 멋진 날 (MBC)
- 정복자 펠레 (MBC) - 선생님(존 위티그)
- S.W.A.T. 특수기동대 (MBC) - 거스(제임스 더몬트)
- 젠틀맨 리그 (MBC) - 나이젤(데이비드 헤밍스)
- 붉은 수수밭 (MBC) - 증조 할아버지(전명)
- 미션 (MBC) - 혼타(로널드 픽업)
- 호스티지 (MBC)
- 마스터 앤드 커맨더: 위대한 정복자 (MBC) - 늙은 선원(조지 이네스)
- 해리가 샐리를 만났을 때 (SBS) - 아이라(케빈 루니)
- 미시시피 버닝 (MBC)
- 탄생 (MBC) - 사무실 직원(타이 코페만)
- 프렌지 (MBC) - 변호사
- 포 페더스 (MBC)
- 상성 : 상처받은 도시 (MBC) - 의사(서귀삼)
- 트와일라잇 (MBC)
  - 뉴문 (MBC)
- 해리슨 포드의 도망자 (MBC)
- 창공의 여왕 (MBC)
- 차이나 레이크 살인사건 (MBC)
- 적벽대전 (MBC) - 황개 외
- 옹박 - 두 번째 미션 (MBC) - 로즈의 집사(타닌 반정카욘) / 스님(재스퍼 카시디)
- 슬립 허, 쉬즈 프렌치 (MBC) - 사회자 외
- 인디아나 존스: 최후의 성전 (MBC) - 성배 기사(로버트 에디슨)
- 석양의 건맨 (MBC) - 열차 승객(헤수스 구즈만)
- 언터처블 (MBC) - 엘리엇의 변호사(에드워드 맥도날드)
- 악마의 4시 (MBC) - 아리스티드(루 메릴)
- 형사 스타크 (MBC) - 시모어(피터 보그트)
- 더 맨 (MBC) - 버틀러(잭 웹)
- 개 같은 내 인생(MBC) - 할아버지(디드릭 구스타브손)
- 크미치스 (MBC) - 코코신스키(스타니스와프 미찰스키)
- 사랑이 머무는 곳에 (MBC) - 스케이터 코치(렉스 데이비스)
- 리썰 웨폰 2(MBC) - 폭발물 처리반 대장(케네스 티거)
- 공군대전략 (MBC)
- 히틀러의 부활 (MBC)
- 마이 걸 (MBC)
- 레드 히트 (SBS)
- 여인의 향기 (MBC)

### 방송
- 시트콤 연인들 (MBC) - 공형진의 교제녀, 이선정의 아버지, 이국근 회장 역으로 단역
- 시트콤 똑바로 살아라 (SBS)
- 야인시대 (SBS)
- 이야기 속으로 (MBC)
- 제1공화국 (MBC)
- 제3공화국 (MBC) 이주일 국가재건최고회의 부의장,제2군 부사령관 역
- 조선왕조 오백년 (MBC)
- 역사는 흐른다 (KBS)
- 슈팅 (KBS)
- 찬란한 여명 (KBS) - 마건수
- 장희빈 (SBS) - 유상운
- 코리아 게이트 (SBS) - 정호용
- 한지붕 세가족 (MBC)